# Elongatoserixia flavosuturalis
Elongatoserixia flavosuturalis – gatunek chrząszcza z rodziny kózkowatych i podrodziny zgrzypikowych. Jedyny przedstawiciel rodzaju Elongatoserixia.

## Zasięg występowania
Gatunek ten występuje w Zambii.